# Consolación del Sur
Consolación del Sur ist ein Municipio und eine Stadt in der kubanischen Provinz Pinar del Río.
Hier befindet sich das größte Reisanbaugebiet des Landes. Tabak wird außerdem stark angebaut, wie auch im Großteil der Provinz Pinar del Río.
In der Stadt, gegründet 1690, gibt es drei Kirchen: eine römisch-katholische in der Nähe des Parque Central und zwei weitere protestantische Kirchen.
Das Municipio Consolación del Sur hat 88.055 Einwohner auf einer Fläche von 1112 km², was einer Bevölkerungsdichte von rund 79,2 Einwohnern pro Quadratkilometer entspricht.

## Söhne und Töchter der Stadt
- Willy Chirino (* 1947), Salsa-Sänger
- Mijaín López (* 1982), Ringer